# Servuction
La servuction est en méso-économie le processus de mise en œuvre d'un service. Le néologisme a été inventé par Pierre Eiglier et Eric Langeard en 1987 en combinant les termes service et production. La servuction est à la prestation d'un service ce que la production est à la fabrication d'un produit. 

## De la production à la servuction
Kotler a montré qu'il existait un continuum de produit à services repris par McDonald et Paines
Un spectre à quatre degrés
| 1                    | 2          | 3                       | 4                                  |
| -------------------- | ---------- | ----------------------- | ---------------------------------- |
| Production pure      | Production | Servuction              | Servuction pure                    |
| Boite de petits-pois | Automobile | Ligne fixe de téléphone | Consultation médicale ou juridique |

## Servuction traditionnelle et web servuction
Servuction traditionnelle : conseil en gestion. Le management fournit les inputs et le conseiller réagit pour apporter du conseil. En réalité, les deux devront être aussi efficaces pour rendre le service (prestation) plus satisfaisant et complet.
Servuction web : à presque chaque clic, le consommateur de service agit et le fournisseur réagit. Il peut y avoir plusieurs consommateurs et coproducteurs de service.